# 利文斯頓縣 (紐約州)
利文斯頓縣（英語：Livingston County）是美國紐約州西南部的一個縣。面積1,659平方公里。根據美國2000年人口普查，共有人口64,328。縣治傑納西奧村。
成立於1821年。縣名紀念大陸會議代表、獨立宣言起草者之一，羅伯特·R·利文斯頓。